# 롯코 아일랜드

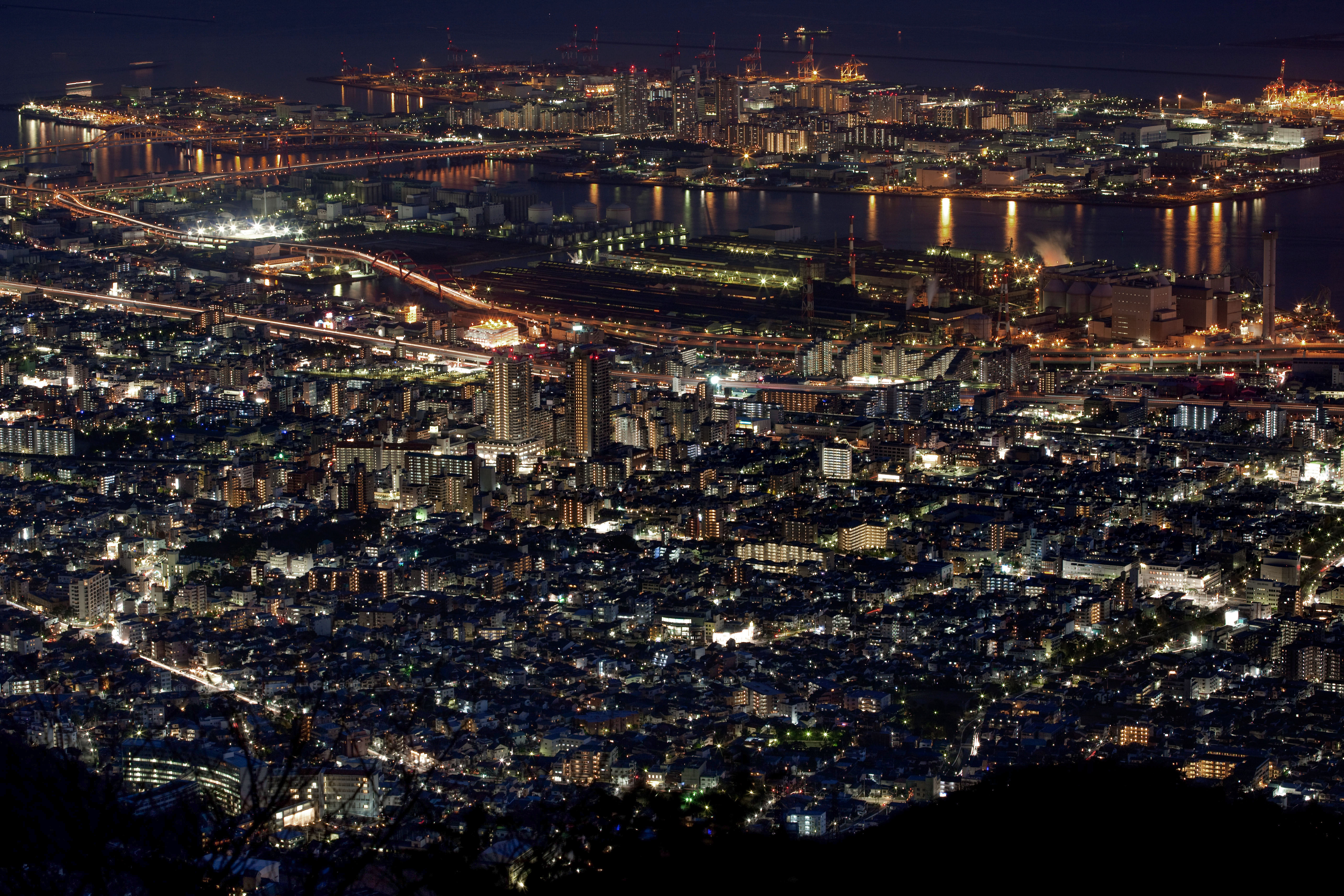
롯코 아일랜드

롯코 아일랜드(일본어: 六甲アイランド)는 일본 효고현 고베시 히가시나다구에 있는 인공섬이다. 해양 문화 도시로, 총 면적은 약 580ha이다.

## 개요
섬은 3개의 마을(무코요초 중·무카요초 서쪽·무카요마치 동쪽)으로 이루어진다. 주민은 주로 무카요마치 안에 살고 있으며, 마코요초 동·서에는 공장이나 항만 시설 등이 많다. 또, 무코요마치 중에서는, 섬의 중심을 지나는 롯코 라이너보다 서쪽의 주택지가 웨스트 코트, 동쪽의 주택지가 이스트 코트라고 하는 이름으로 나누어지고 있다. 마을을 롯코 아일랜드 시티 「RIC(릭)」라고도 부르고, 시설명 등 모든 장면에서 사용되는 애칭이 되고 있다.

### 무코요 히가시 공원, 무코요 니시 공원
무카이 동쪽 공원과 무카이 서쪽 공원은 인근 공원입니다. 각 부지의 약 3분의 2를 차지하는 부분에 400대를 수용할 수 있는 반지하식 주차장이 설치되어 있다. 무코요 동공원은 다목적 스포츠 그랜드를 갖춘 도시적 분위기의 공원으로, 무코요니시 공원은 펼쳐진 잔디 광장을 가진 자연풍 공원으로, 각각을 녹도로 묶어 상호 이용할 수 있도록 계획되었다. 인공지반 상부에서 식물의 양호한 성장을 확보하기 위해 주차장 상부에 최소 1.5미터의 토양두께를 정비함으로써 양호한 재배기반을 확보하고 있다. 또한, 매립지의 부등침하에 대비하여, 사로, 계단 등은 약 30센티미터의 레벨차를 허용하는 매설시설의 정비를 실시함으로써 대응하고 있다. 주차장 특유의 흡배기구에 대해서는, 파고라 기둥·모뉴먼트 등으로서 적극적으로 경관 요소로서 자리매김하고, 이용함으로써 특색을 갖게 하고 있다.

## 교통
- 고베 신교통 롯코 아일랜드선(롯코 라이너)
- 한신고속도로 5호 완간선

- 고베항
  - 롯코 아일랜드 페리 터미널
  - 롯코 선객 터미널

## 역사
- 1972년(쇼와 47년) - 착공.
- 1988년(쇼와 63년) 3월 - 최초의 주택가가 완성되어 입주가 시작된다.
- 1990년(헤세이 2년) 2월 21일 - 롯코 라이너가 개업.

- 1992년(헤세이 4년)
  - 고베 시립 오이소 기념 미술관이 개관.
  - 고베 베이 쉐라톤 호텔 & 타워가 개업.
  - 준공.

- 1994년(헤세이 6년) 4월 2일 - 한신 고속 5호 완간선 나카지마-롯코 아일랜드 북간이 개통.
- 1995년(헤세이 7년) - 한신·아와지 대지진에서는 액상화 현상이 발생.
- 1997년(헤세이 9년) - 고베 패션 미술관이 개관.
- 1998년(헤세이 10년) - 롯코 아일랜드 남사업(피닉스 계획) 착공.
- 2002년(헤세이 14년) - 고베 국제대학이 타루미즈구에서 이전해 소·중·고·대의 교육기관이 모두 모인다.
- 2012년(2012년) - 고베 여성 축구 센터가 개설.

## 섬의 시설
- 고베 국제 대학
- 고난대학교 롯코아일랜드 종합체육시설
- 고베 시립 롯코 아일랜드 고등학교
- 고베 시립 향양 중학교
- 고베 시립 향양 초등학교
- 고베 시립 롯코 아일랜드 초등학교
- 다카하 롯코 아일랜드 초등학교
- 전문 학교 아트 대학 고베
- 고베 동식물 환경 전문 학교
- 캐나다 아카데미
- 고베 독일 학원 인터내셔널
- 루텔 국제학원 노르웨이 학교(폐교)
- 고베 시립 오이소 기념 미술관
- 고베 패션 미술관

- 고베 연고의 미술관

- 롯코 아일랜드 고난 병원
- 롯코 아일랜드 페리 터미널
- 고베 패션 마트
- 고베 패션 플라자
- 호텔 플라자 고베
- 고베 베이 쉐라톤 호텔 & 타워스
- 쉐라톤 스퀘어
- 리버몰
- 데카파토스
- 고베 여성 축구 센터
- MOVIX 六甲 (시네마 콤플렉스, 폐관)
- 아시아 원 센터(구 P&G 재팬 본사)
- 미라테크 드론 (드론 스쿨)

## 섬의 기업
- 미나토 관광 버스
- 모로조프 본사
- 카네테츠데리카 후즈 본사・공장
- 토락 본사・공장
- 마르칸 식초 본사・공장
- 고쿠라야 야나기모토 공장
- 코프 고베 식품 공장
- 성미 롯코 본사
- 효식 롯코 아일랜드 냉장 창고
- 이스즈 자동차 긴키 고베 사업 본부 · 고베 서비스 센터
- 토호 본사
- 다이헨 롯코 사업소
- 후지판 고베 공장
- UCC 우에시마 커피 롯코 아일랜드 공장
- 이토 햄 고베 공장·롯코 공장
- 혼다카사야 롯코 공장
- 요도바시 카메라 YAC 롯코(서일본 지구용 유통 거점)
- 미라테크 드론 드론 테크노포트 고베

## 액세스
한큐 전철
　미카게역에서 버스로 20분
JR
　신칸센 신고베역에서 버스로 35분
　스미요시역에서 롯코 라이너로 환승
한신 전철
　우오자키역에서 롯코 라이너로 환승